# Oreogeton frontalis
Oreogeton frontalis är en tvåvingeart som beskrevs av Saigusa 1963. Oreogeton frontalis ingår i släktet Oreogeton och familjen Oreogetonidae. Inga underarter finns listade i Catalogue of Life.